# Congosorex verheyeni
Congosorex verheyeni is een spitsmuis uit het geslacht der Congospitsmuizen (Congosorex) die voorkomt in Congo-Brazzaville en de Centraal-Afrikaanse Republiek. De soort is genoemd naar Walter Verheyen voor zijn vele onderzoek naar de taxonomie en biogeografie van Afrikaanse zoogdieren. De soort is in totaal bekend van elf exemplaren, waarvan er acht op twee verschillende plaatsen in het Congolese nationale park Odzala zijn gevangen en drie in Bambio in het Ngotto-bos in de Centraal-Afrikaanse Republiek.
Het is een kleine, gedrongen spitsmuis met minieme ogen en een korte staart. De vacht is donkerbruin. Deze soort is kleiner dan C. polli en heeft een kortere staart en voeten. Ook heeft C. verheyeni kortere oren en een kleinere schedel. De derde valse kies op de onderkaak ontbreekt meestal. De kop-romplengte bedraagt rond de 60 mm, de staartlengte ongeveer 20 mm, de achtervoetlengte (s.u.) ruim 9 mm, de oorlengte iets meer dan 6 mm en het gewicht zo'n 7 g.
Congosorex phillipsorum · Congospitsmuis (Congosorex polli) · Congosorex verheyeni